# Zrcadlovka

Boční řez optickou soustavou jednooké zrcadlovky: Světlo (obraz) prochází objektivem (1) a odráží se od zrcadla (2) na matnici (5). Spojná čočka (6) jej koncentruje do pětibokého optického hranolu (7), odkud prochází do hledáčku (8). Při expozici se zrcadlo zvedne a otevře se závěrka (3), skrz niž světlo promítne na senzor (4) stejný obraz jako do hledáčku

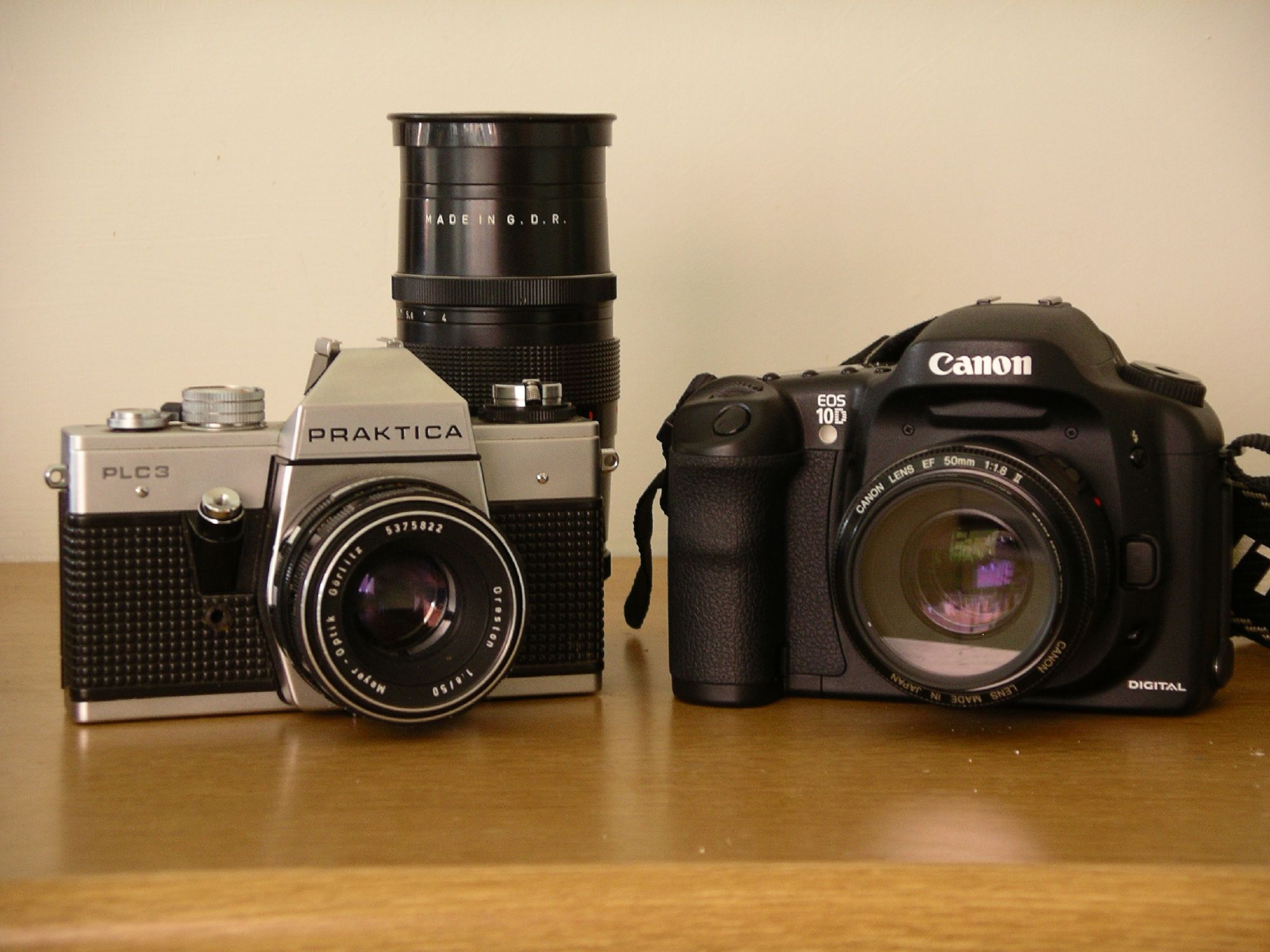
Jednooké zrcadlovky Praktica a Canon EOS 10D

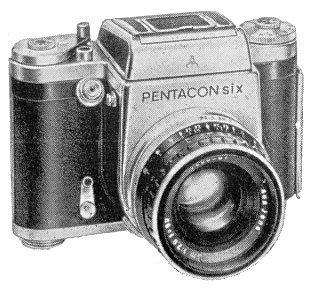
Pentacon Six z NDR byla v Československu jednou z mála dostupných zrcadlovek na střední formát (svitkový film bez perforace šíře 6 cm)

Zrcadlovka je fotoaparát, používající k zobrazení scény v hledáčku zrcadlo (na rozdíl od kompaktních fotoaparátů, které mají pro hledáček zvláštní průzor, eventuálně scénu zobrazují elektronicky).

## Jednooká zrcadlovka
Pojmem „jednooká zrcadlovka“ (v angličtině SLR – Single-lens reflex) se zpravidla míní zrcadlovka, u níž je zrcadlo sklopné, a jeden objektiv se používá jak pro expozici, tak i pro hledáček, v němž je vždy vidět skutečný obraz. To umožňuje použití výměnných objektivů, filtrů předsádek a konvertorů, aniž je narušena schopnost přesného náhledu výsledné fotografie.
Jednooká zrcadlovka také řeší problém paralaxy, způsobený u jiných konstrukcí rozdílným postavením hledáčku a objektivu. Při běžném fotografování je sice rozdíl zanedbatelný, ale v makrofotografii, kde několikacentimetrový posun znamená zcela jiný snímek, je to velkou nevýhodou.

## Digitální jednooká zrcadlovka
Digitální zrcadlovky mají oproti „běžným“ digitálním fotoaparátům dvě nevýhody, plynoucí z jejich konstrukce:
- Zpravidla nebylo u některých typů možné fotografovat „na displej“ – když se neexponuje, je zrcadlo sklopené, na senzor tudíž nedopadá žádné světlo, a tudíž není ani co zobrazovat na displeji. Tento problém zčásti řeší například fotoaparát Fujifilm S3 (a ze starších Olympus E10/E20), u nichž lze díky polopropustnému zrcadlu (resp. hranolu) v omezené míře přes displej fotografovat. Lepší a technicky složitější řešení přinesl Olympus E-330, který má za polopropustným zrcadlem v hranolu další CCD senzor speciálně pro živý náhled na displeji. E-330 také umožňuje ukazovat náhled přímo z hlavního senzoru, pak ale musí být zrcadlo zvednuté a nefunguje zaostřovací a expoziční automatika. Toto však přestalo platit po roce 2010 s příchodem například digitální zrcadlovky Canon EOS 550D, která to umožňuje a není jediná, která to dokáže.

- Většina zrcadlovek neumožňovala ve své době pořizovat videosekvence – problém opět vyplýval z podstaty zrcadlovky, resp. z faktu, že se žádný výrobce nezkonstruoval zrcadlo, které by vydrželo třicet zvednutí/sklopení za sekundu. Většina moderních zrcadlovek ale má funkci pořízení více snímků za sebou, umožňující využít několika alternativ nastavení expozice (tzv. bracketing) nebo zachytit velmi krátký děj s nejasným počátkem (například sekvenci vstřelení gólu ve fotbale). Špičkové modely zvládají frekvenci přesahující osm snímků za sekundu. Nejnovější zrcadlovky však již videosekvence pořizovat dokážou[1]. Dokáže to také například model Canon EOS 550D a řada dalších.

## Dvouoká zrcadlovka

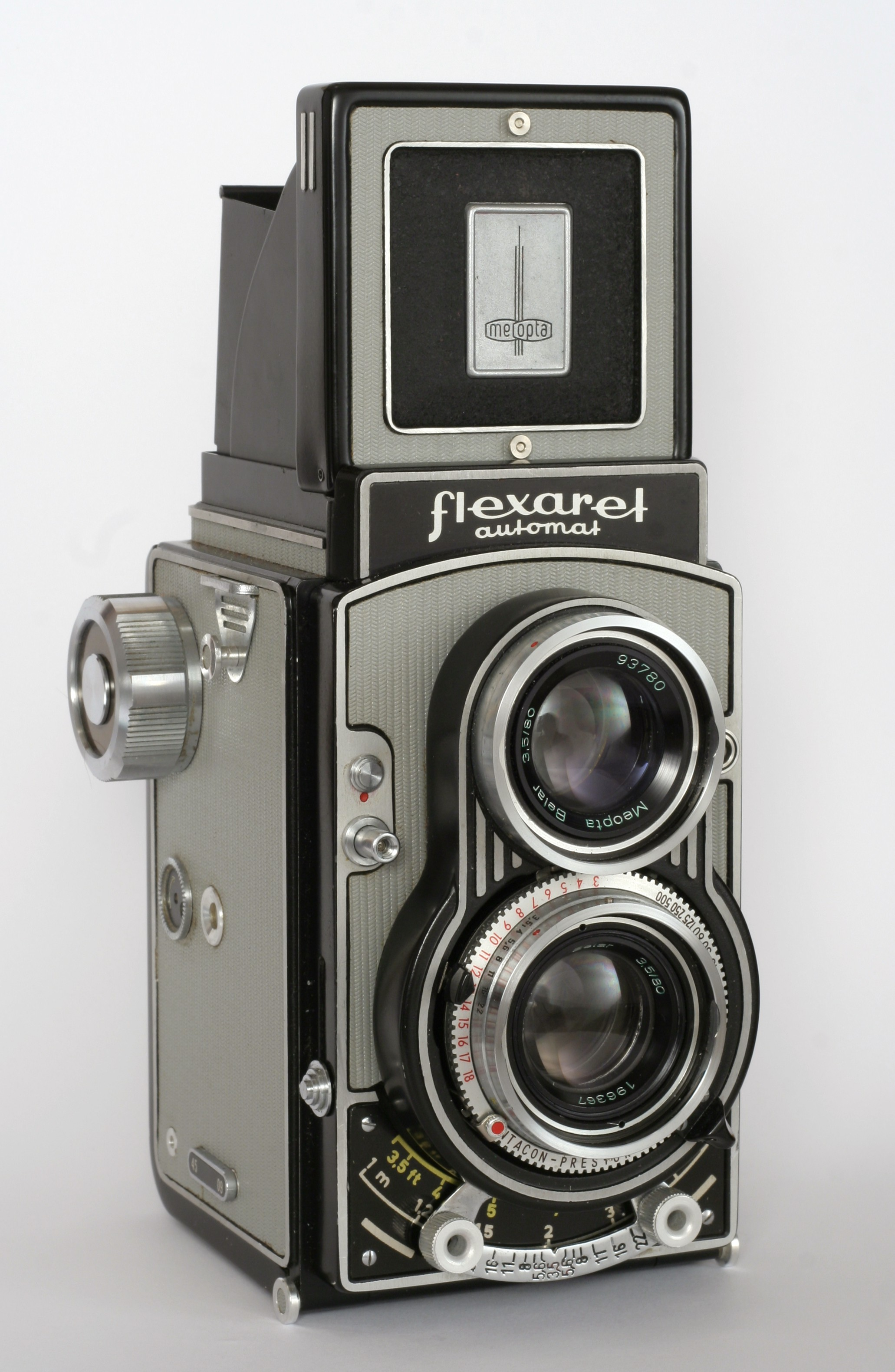
Dvouoká zrcadlovka Flexaret VII

Dvouoké zrcadlovky (TLR – Twin Lens Reflex) na rozdíl od jednookých mají objektivy dva, přičemž horní slouží k zobrazení v hledáčku a dolní k expozici. Uspořádání se používalo v minulosti a bylo vytlačeno klasickými hledáčkovými fotoaparáty, jejichž mnohé problémy sdílí.
Československá značka Flexaret patřila mezi dvouokými zrcadlovkami ve své době k extratřídě

## Předsklopení zrcátka
Předsklopení zrcátka je funkce sklopení zrcátka před pořízením snímku, což snižuje pohybovou neostrost. Mezi oběma kroky je stanovena pevná prodleva, čímž se zabrání rozechvění fotoaparátu během expozice. Je doporučeno použít stativ a kabelovou spoušť. Sklápění zrcátka v normálním režimu během expozice dokáže fotoaparát s objektivem rozhýbat i na stabilním stativu a u expozic s delším časem dojde ke ztrátě detailu, nebo k rozostření celého snímku.

## Nepravá zrcadlovka
Jako nepravé zrcadlovky (SLR-like, někdy také označované jako EVF zrcadlovky či elektronické zrcadlovky) se označují digitální fotoaparáty, které na hledáček zobrazují reálný obraz z objektivu, činí tak ale nikoliv optickou, ale elektronickou cestou. Postrádají zrcadlo, a tudíž nejsou zrcadlovkami v pravém slova smyslu. Označení je původně marketingové – mělo naznačit, že zmíněné digitální fotoaparáty poskytují stejnou kvalitu obrazu a komfort používání jako zrcadlovky.
Za objektivem nepravé zrcadlovky je přímo snímací čip, jehož obraz je přenášen do miniaturního displeje v hledáčku. To řeší problém paralaxy a použití předsádkových čoček. Nevýhodou je omezené rozlišení displeje (nelze ostřit „od oka“) a pomalé obnovování obrazu, když elektronika aparátu „nestíhá“ (například zpracovává-li právě exponovaný snímek).
V létě 2008 oznámily Panasonic a Olympus vývoj Micro Four Thirds, miniaturizového systému zrcadlovek a objektivů Four Thirds. Prvním fotoaparátem využívajícím tento systém je Panasonic Lumix DMC-G1, který je tak i první nepravou zrcadlovkou s výměnnými objektivy.

## Galerie

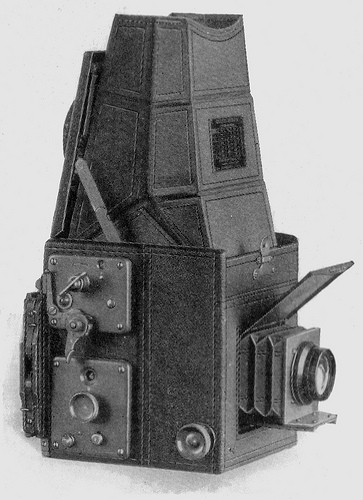
Jednooká zrcadlovka Graflex 4x5" Series B (1924)
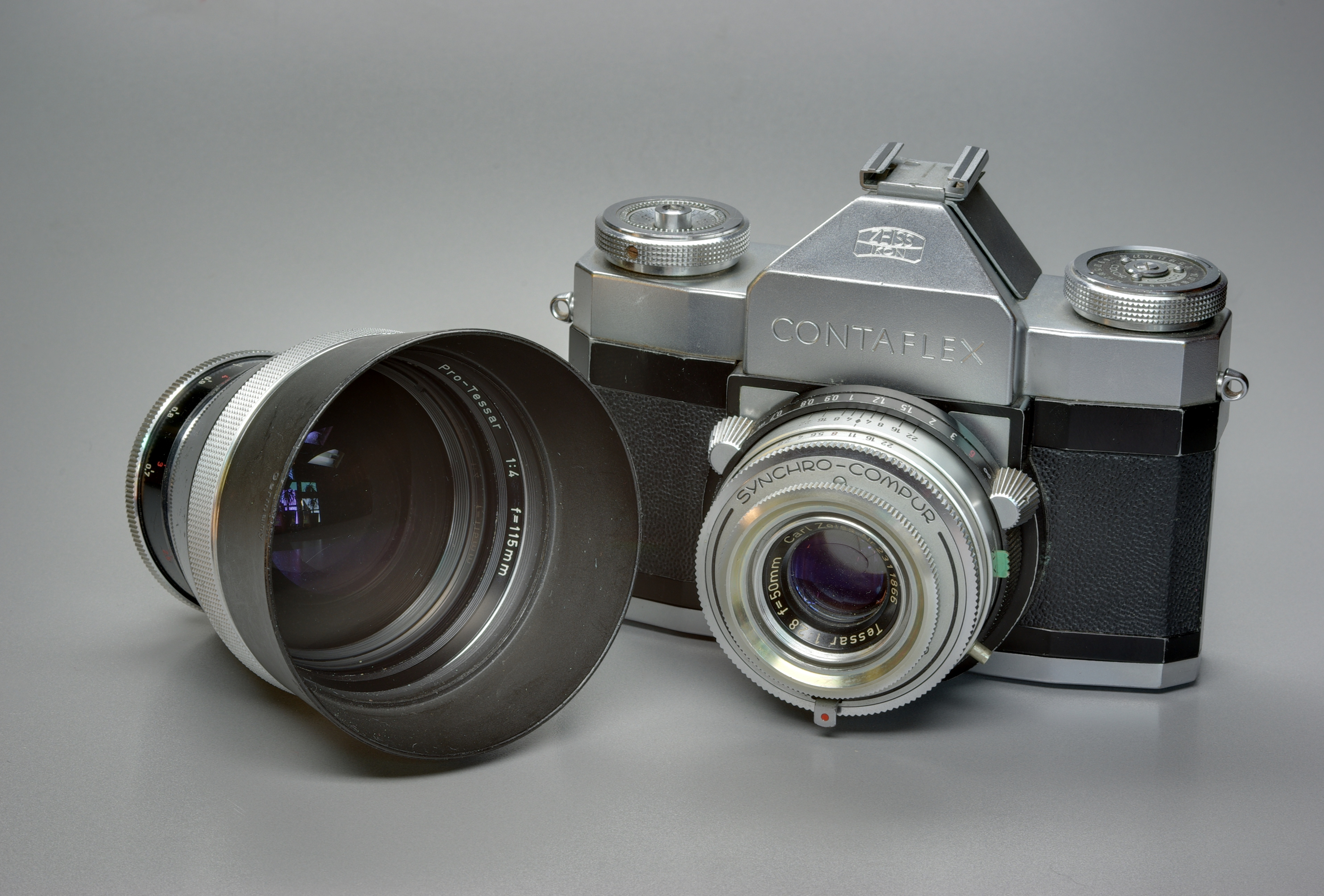
Contaflex III
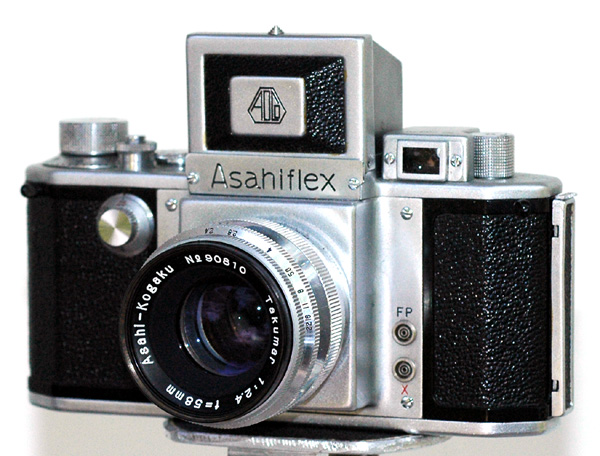
1952 (Pentax) Asahiflex, Japonsko
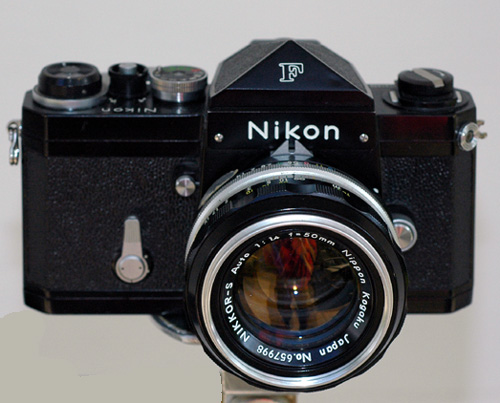
Nikon F na 35 mm film, 1959, první systémový fotoaparát na světě
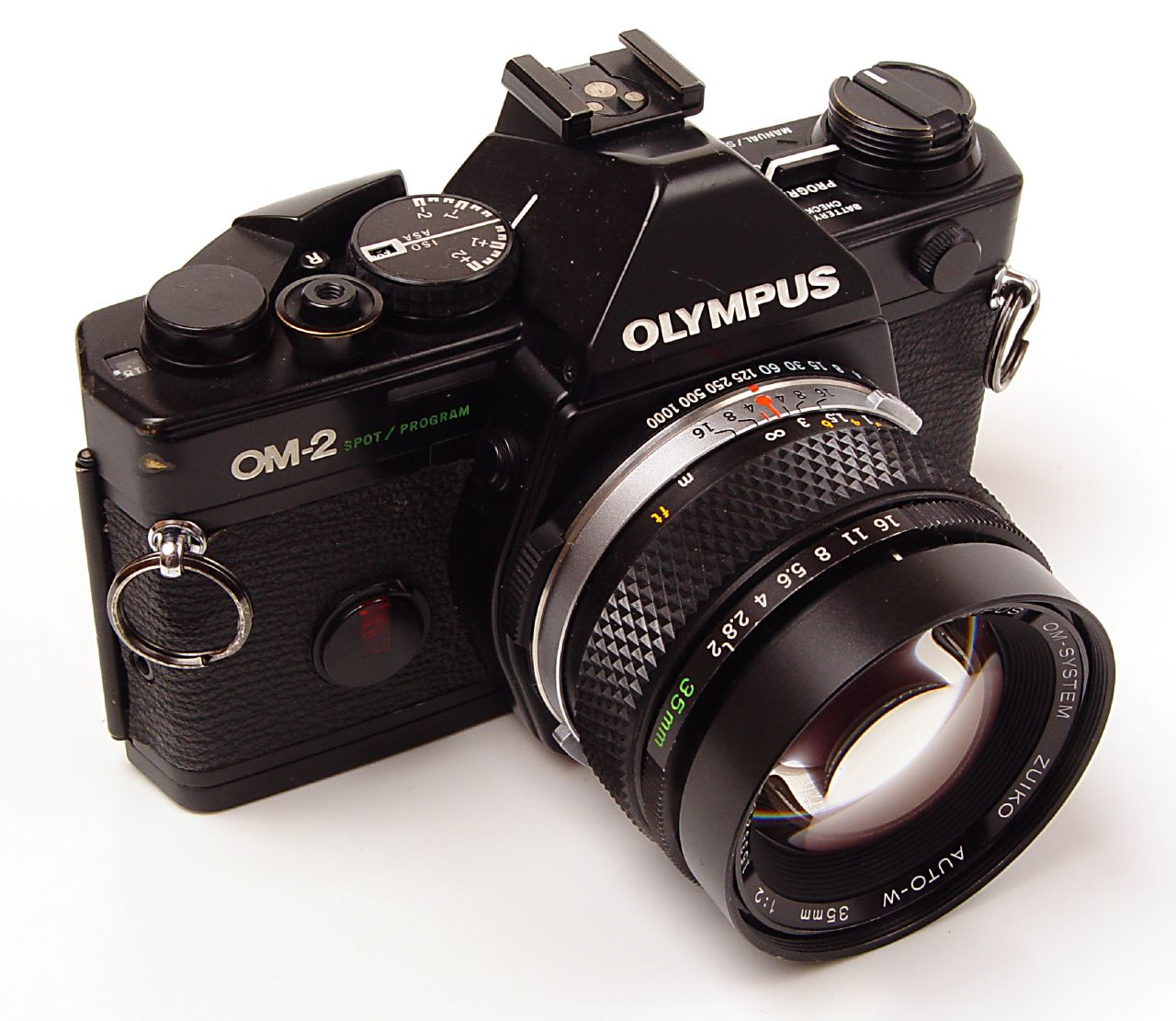
Olympus OM-2 na 35mm film
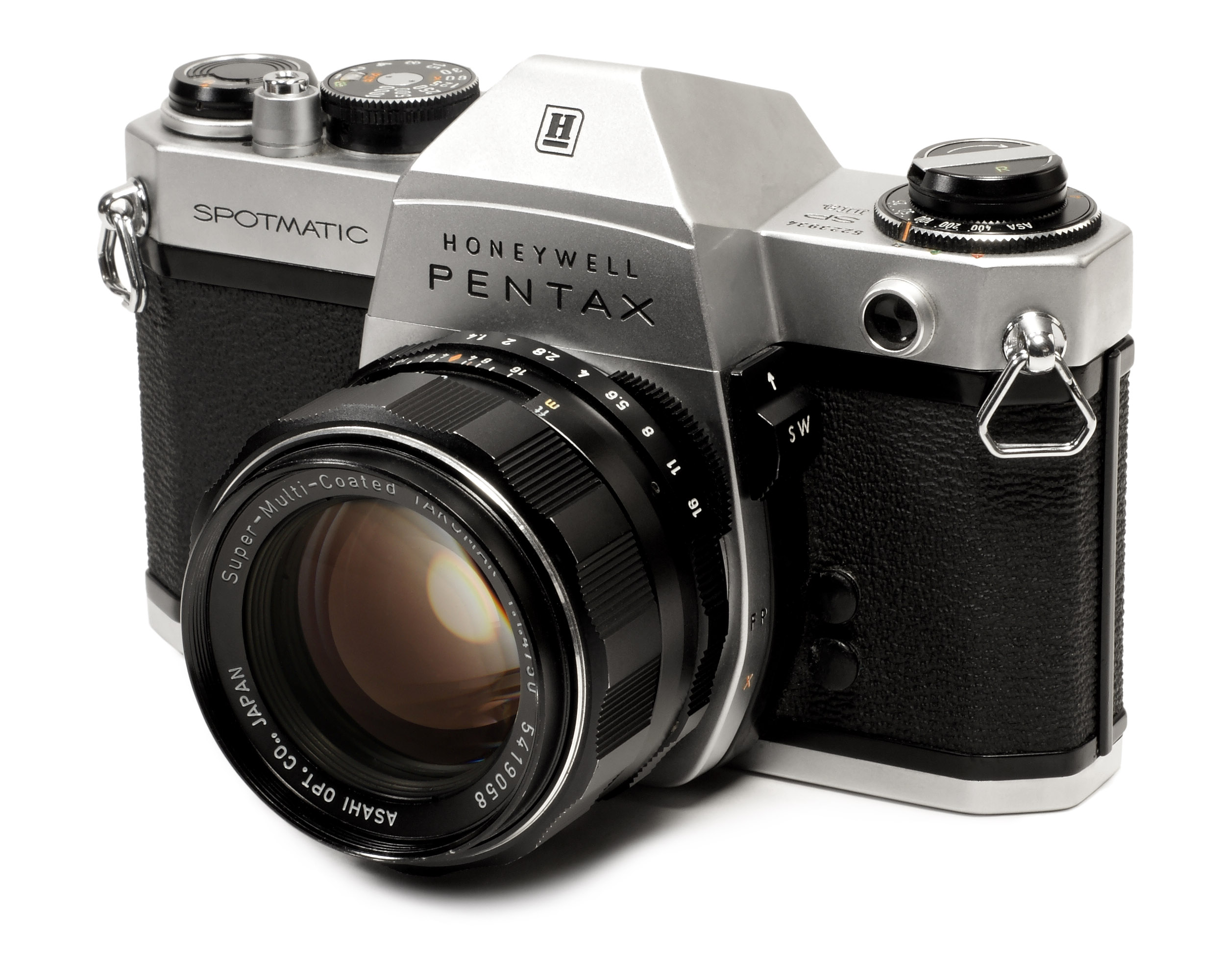
Pentax Spotmatic IIa
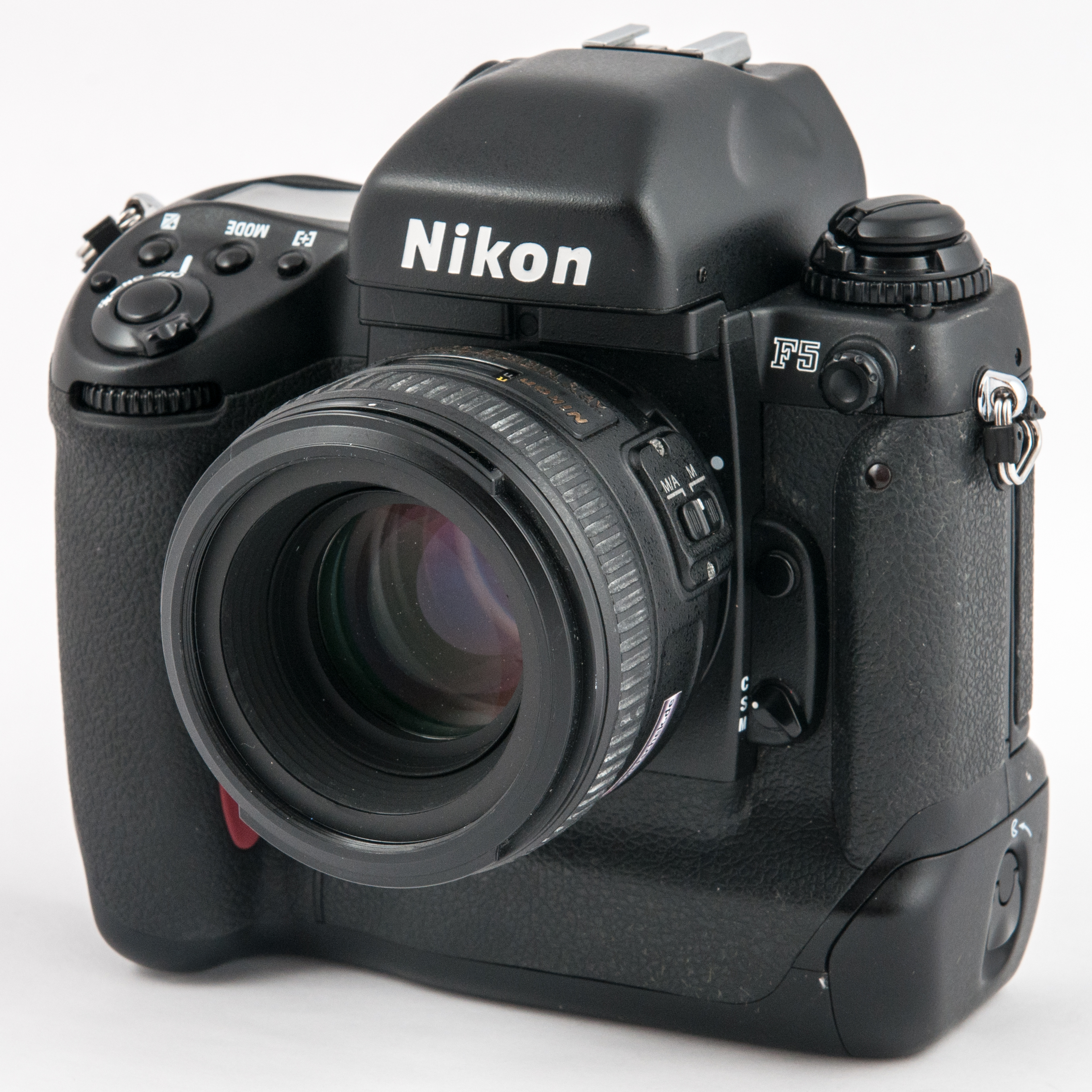
Nikon F5 profesionální SLR
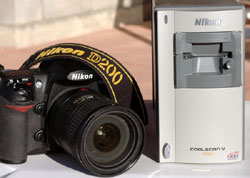
Digitální SLR Nikon D200 a scanner filmů Nikon
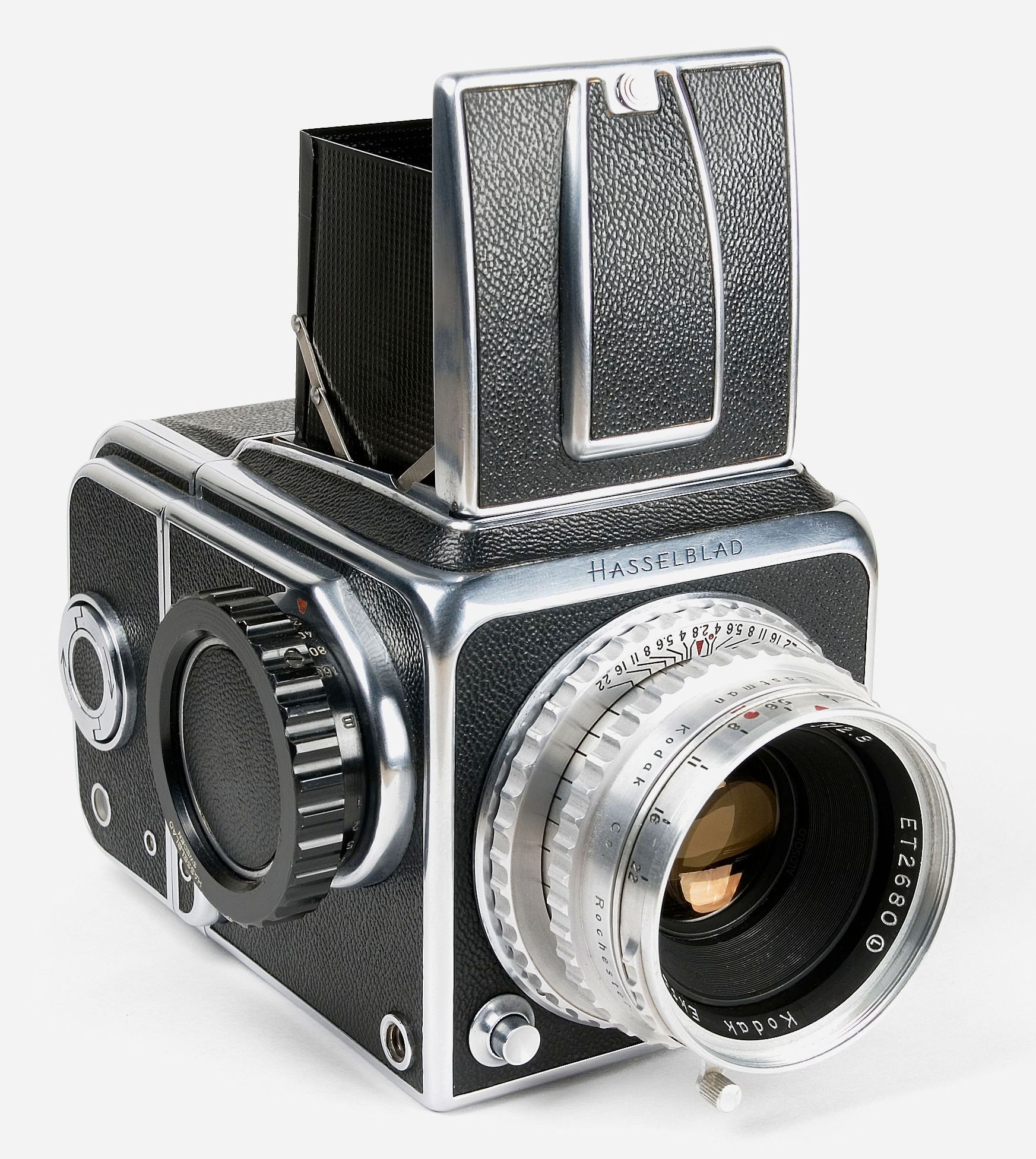
SLR od firmy Hasselblad